# Résolution 73 du Conseil de sécurité des Nations unies
Membres permanents
- Chine
- États-Unis
- France
- Royaume-Uni
- URSS

Membres non permanents
- Argentine
- Canada
- Cuba
- Égypte
- Norvège
- RSS d'Ukraine

Résolution no 72 Résolution no 74
La résolution 73 du Conseil de sécurité des Nations unies  est une résolution du Conseil de sécurité des Nations unies adoptée le 11 août 1949.
Cette résolution, la septième de l'année 1949, relative à la question de la Palestine :
- exprime l'espoir que les autorités intéressées choisissent la voie de la négociation,
- constate que les accords d'armistice sont un pas important vers la paix,
- confirme l'ordre donné dans la résolution 54 de suspendre les actions armées,
- décide de suspendre la mission du médiateur par intérim, sa mission étant remplie,
- note que les accords d'armistice seront contrôlés par les commissions mixtes instituées,
- demande au secrétaire général de prendre les mesures pour garder en fonction les membres de ces commissions,
- demande au chef d'état-major de faire rapport au conseil de l'application de la suspension d'armes.

La résolution a été adoptée par 9 voix pour.
Les abstentions sont celles de la république socialiste soviétique d'Ukraine et le l'Union des républiques socialistes soviétiques.

## Texte
- Résolution 73 sur fr.wikisource.org
- Résolution 73 sur en.wikisource.org